# Orthevielle
Orthevielle är en kommun i departementet Landes i regionen Nouvelle-Aquitaine i sydvästra Frankrike. Kommunen ligger i kantonen Peyrehorade som tillhör arrondissementet Dax. År 2022 hade Orthevielle 1 057 invånare.

## Befolkningsutveckling
Antalet invånare i kommunen Orthevielle
Referens:INSEE